# Laura Agard
Laura Agard (L'Union, 26 luglio 1989) è una calciatrice francese, di ruolo difensore.

## Carriera

### Club
Agard inizia l'attività agonistica con il Tolosa, indossando la maglia della società del capoluogo della regione Occitania fino dalle giovanili, per essere poi aggregata alla squadra titolare dalla stagione 2004-2005 e facendo il suo debutto in Division 1 Féminine, primo livello del campionato francese femminile di calcio, appena quindicenne il 10 ottobre 2004, alla 5ª giornata di campionato, nell'incontro casalingo perso per 3-0 con il FCF Juvisy. Al suo primo campionato in D1 viene impiegata dal tecnico Jean-Michel Clanet in 10 incontri, siglando la sua prima rete il 17 aprile 2005, quella che al 90'+1 fissa sul 2-0 il risultato sul CNFE Clairefontaine, condividendo con le compagne il raggiungimento del quinto posto in classifica. Rimane al Tolosa anche la stagione successiva, con la società che affida la panchina alla ex nazionale Nicole Abar; per lei le presenze in campionato salgono a 17 e al termine del campionato il Tolosa raggiunge il quarto posto.
Nell'estate 2006 si trasferisce alle vicecampionesse di Francia del Montpellier, società con la quale inizia a vincere i suoi primi trofei nazionali. Il tecnico Patrice Lair le concede piena fiducia impiegandola da titolare in tutti i 22 incontri di campionato bissando il risultato della stagione precedente, il secondo posto, mentre in Challenge de France trova spazio solo nella finale vinta ai tiri di rigore sulle avversarie dell'Olympique Lione dopo che i tempi regolamentari si erano conclusi con tre reti per parte.
Nelle due stagioni successive al Montpellier la squadra continua ad essere tra le più competitive del campionato, giungendo terza nella stagione 2007-2008 e nuovamente seconda in quella successiva, mentre in Challenge de France, dopo essere state eliminate ai quarti di finale dall'FCF Juvisy nell'edizione 2007-2008, Agard festeggia con le compagne il suo secondo trofeo, il terzo per la società, vincendo il Challenge de France féminin 2008-2009 battendo per 3-1 il sorprendente Le Mans nella finale del 5 giugno 2009. In queste tre stagioni segna 58 presenze complessive in campionato, siglando una rete nel campionato 2008-2009, quella che il 24 maggio fissa sul 5-0 la vittoria sul Soyaux, e 7 in Challenge de France, guadagnandosi il ricordo di uno dei migliori cardini nel ruolo di difensore centrale assieme a Sabrina Viguier nella storia della squadra fino a quel momento.
Terminati gli impegni contrattuali, durante il calciomercato estivo 2009 decide di lasciare la società di Montpellier per trasferirsi al Rodez, squadra iscritta alla Division 2 Féminine, secondo livello del campionato nazionale, per quello che resterà il più difficile periodo della carriera. Dopo un grave infortunio al ginocchio che interessa un legamento crociato, Agard, anche dovuto a diverse ricadute che ne hanno ostacolato la completa riabilitazione, deve subire tre interventi che ne compromettono l'attività agonistica. Benché alla sua prima stagione con la nuova squadra il suo apporto sia minimo, tornando a giocare solo nella seconda parte del campionato 2009-2010, 5 presenze delle quali 3 da titolare e una rete segnata, all'Arpajon, nella vittoria per 6-1 alla 15ª giornata, festeggia con le compagne la conquista del primo posto e la conseguente promozione in Division 1. Anche la stagione successiva Agard deve saltare la maggior parte degli incontri, tornando a giocare in campionato dalla 17ª giornata e disputando sedicesimi e ottavi di finale in Challenge de France, con la squadra che ottiene un buon sesto posto e che, al 2019, è il secondo miglior risultato per il Rodez in D1. Oramai completamente recuperata, nella terza stagione con il Rodez gioca 20 incontri di campionato siglando 5 importati reti, tra le quali quella che apre le marcature sul pareggio per 1-1 con il Paris Saint-Germain alla 15ª giornata, uno dei risultati che si rivela decisivi per mantenere la squadra in zona salvezza (8º posto), con sei squadre in 6 punti dalla 5ª alla 10ª posizione, quest'ultima che relega l'Hénin-Beaumont in D2. Complessivamente Agard veste la tenuta giallorossa della squadra di Rodez per 31 incontri di campionato, tra D2 e D1, e 4 in Coppa di Francia, denominazione che il torneo assume dall'edizione 2012-2013.
Durante il calciomercato estivo 2012 coglie l'occasione per trasferirsi alle campionesse di Francia dell'Olympique Lione, avendo così la possibilità di disputare per la prima volta in carriera la UEFA Women's Champions League, ritrovando il tecnico Patrice Lair che già l'aveva diretta nei primi anni al Montpellier. Lair la impiega dalla 2ª giornata di campionato, nell'incontro vinto in trasferta 8-0 sullo Yzeure, e 10 giorni più tardi nell'incontro di ritorno dei sedicesimi di finale di Champions League, 5-0 sulle finlandesi del PK-35 Vantaa. Complessivamente scende in campo in 11 incontri di campionato, dei quali 9 da titolare, ai quali si aggiungono 2 presenze e una rete, all'Hénin-Beaumont, in Coppa di Francia, 2 in Champions League, dove la sua squadra giunge in finale, ma perde il titolo a favore delle tedesche del Wolfsburg, e 2 nell'edizione 2012 del campionato internazionale femminile per club, nella semifinale vinta 5-2 sul Nippon TV Beleza e la finale vinta 2-1 sull'INAC Kobe Leonessa, aggiudicandosi oltre al trofeo internazionale il double Campionato-Coppa di Francia.
Dopo una stagione, Agard decide di cambiare disciplina sportiva disputando una stagione in calcio a 5 con una squadra di Tolosa.
Nella stagione 2014-2015 torna al calcio a 11, decidendo di unirsi nuovamente al Tolosa, nel frattempo retrocesso in Division 2. Agard gioca 17 incontri sui 22 di campionato, con la squadra che si classifica al 4º posto, mentre in Coppa di Francia gioca la sola partita del primo turno dove il Tolosa viene eliminato dal Blanquefortaise.
Dal 2015-2016 fa ritorno al Montpellier dove rimane per tre stagioni consecutive, per lei rispettivamente un terzo, un secondo e nuovamente un terzo posto in campionato, mentre in Coppa di Francia, dopo aver perso la finale 2016 con l'Olympique Lione, nelle due successive edizioni la sua squadra viene eliminata rispettivamente ai quarti e in semifinale. Il risultato nel campionato 2016-2017 le permette di tornare a disputare la Champions League nell'edizione 2017-2018 dove viene eliminata ai quarti di finale dalle inglesi del Chelsea. Agard totalizza 53 presenze in campionato, con 4 reti realizzate, alle quali si sommano, oltre a quelle di Champions League, le 12 con una rete realizzata in Coppa di Francia.
Durante la sessione estiva 2018 di calciomercato, Agard decide di giocare il suo primo campionato estero, quello italiano, sottoscrivendo un contratto con la Fiorentina per la stagione entrante Alla sua prima stagione in maglia viola si aggiudica il primo trofeo fuori del paese natio, la Supercoppa 2018, ottenuta superando per 1-0 le avversarie della Juventus.
Durante la successiva sessione estiva di calciomercato la Fiorentina annuncia il suo ritorno in maglia viola per la stagione entrante.

### Nazionale
Agard inizia a essere convocata dalla federazione calcistica della Francia (FFF), chiamata dal tecnico Gérard Sergent per vestire la maglia della formazione formazione Under-17 nel 2004 in occasione della doppia amichevole del 26 e 29 ottobre con la Germania, debuttando nella prima delle due partite. In seguito Sergent, oltre a giocare altre amichevoli, la chiama per disputare la Nordic Cup 2005 e 2006, indossando complessivamente la maglia della U-17 in 13 incontri, tutti in amichevole o a trofei ad invito.
Appena diciassettenne, nel 2006 passa alla formazione Under-19, convocata dal tecnico Stéphane Pilard in occasione delle qualificazioni dell'Europeo di Islanda 2007, debuttando, in una competizione ufficiale UEFA, il 26 settembre 2006, giocando il solo primo tempo nella partita vinta per 11-0 sulle pari età del Kazakistan. Da allora Pilard decide di impiegarla con regolarità, giocando tutti gli incontri di entrambe le fasi di qualificazione, inframmezzate dalla partecipazione all'edizione 2007 del Trofeo di La Manga, e festeggiando con le compagne l'accesso alla fase finale del torneo. Il tecnico la inserisce in rosa anche in Islanda, con Agard che scende in campo da titolare nei tre incontri della fase a gironi, chiusa al secondo posto del gruppo B dietro l'Inghilterra e dove è autrice della seconda rete delle francesi sulla Polonia, incontro poi terminato per 4-0, e nella sofferta semifinale con la Germania, la quale, dopo aver pareggiato 2-2 nei tempi regolamentari la supera per 4-2 ai supplementari.
Dopo averla nuovamente convocata per alcune amichevoli e per il Trofeo di La Manga 2008, Pilard la convoca anche per la fase finale dell'edizione casalinga dell'Europeo 2008, disputando tutti i tre incontri del gruppo A nella fase a gironi, con la Francia che pareggiando con la Norvegia l'ultimo incontro della fase a eliminazione diretta conclude al terzo posto dietro alle scandinave venendo così eliminata dal torneo. Quella è anche l'ultima partita di Agard con la maglie delle Bleues Under-19.
Grazie al piazzamento a Islanda 2007 la FFF è una delle quattro federazioni dell'area UEFA ad aver ottenuto il diritto a schierare una formazione Under-20 al Mondiale di Cile 2008. La formazione francese Under-20 viene affidata nuovamente a Stéphane Pilard, che, dopo un paio di amichevoli premondiale, continua a concedere fiducia ad Agard inserendola nella lista delle convocate. Il difensore condivide con le compagne il percorso della sua nazionale che la vede superare al secondo posto, a pari punti con gli Stati Uniti, il gruppo B della fase a gironi, superare per 3-2 la Nigeria ai quarti di finale ma interrompendo la sua corsa in semifinale, battuta dalla Corea del Nord con il risultato di 2-1 prima di perdere anche la finale per il terzo posto, con la Germania, per 5-3. In totale Agard indossa la maglia dell'Under-20 in 8 incontri, scesa in campo in tutti da titolare.
Per tornare a indossare la maglia delle Bleues deve attendere il 2016, quando il tecnico Jean-François Niemezcki, responsabile della nazionale B, la chiama in occasione dell'edizione 2016 dell'Istria Cup, dove Agard scende in campo in due incontri, nella vittoria per 2-0 sulla Slovenia e nella sconfitta per 2-0 con la rappresentativa degli Stati Uniti under 23.

## Statistiche

### Presenze e reti nei club
Aggiornate al 27 maggio 2024
| Stagione           | Squadra            | Campionato         | Campionato | Campionato | Coppe nazionali | Coppe nazionali | Coppe nazionali | Coppe continentali | Coppe continentali | Coppe continentali | Altre competizioni | Altre competizioni | Altre competizioni | Totale | Totale |
| Stagione           | Squadra            | Comp               | Pres       | Reti       | Comp            | Pres            | Reti            | Comp               | Pres               | Reti               | Comp               | Pres               | Reti               | Pres   | Reti   |
| ------------------ | ------------------ | ------------------ | ---------- | ---------- | --------------- | --------------- | --------------- | ------------------ | ------------------ | ------------------ | ------------------ | ------------------ | ------------------ | ------ | ------ |
| 2004-2005          | Tolosa             | D1                 | 10         | 1          | CF              | 0               | 0               | -                  | -                  | -                  | -                  | -                  | -                  | 10     | 1      |
| 2005-2006          | Tolosa             | D1                 | 17         | 0          | CF              | 0               | 0               | -                  | -                  | -                  | -                  | -                  | -                  | 17     | 0      |
| 2006-2007          | Montpellier        | D1                 | 22         | 0          | CF              | 1               | 0               | -                  | -                  | -                  | -                  | -                  | -                  | 23     | 0      |
| 2007-2008          | Montpellier        | D1                 | 18         | 0          | CF              | 1               | 0               | -                  | -                  | -                  | -                  | -                  | -                  | 19     | 0      |
| 2008-2009          | Montpellier        | D1                 | 18         | 1          | CF              | 5               | 0               | -                  | -                  | -                  | -                  | -                  | -                  | 23     | 1      |
| 2009-2010          | Rodez              | D2                 | 5          | 1          | CF              | 0               | 0               | -                  | -                  | -                  | -                  | -                  | -                  | 5      | 1      |
| 2010-2011          | Rodez              | D1                 | 6          | 0          | CF              | 2               | 0               | -                  | -                  | -                  | -                  | -                  | -                  | 8      | 0      |
| 2011-2012          | Rodez              | D1                 | 20         | 5          | CF              | 2               | 0               | -                  | -                  | -                  | -                  | -                  | -                  | 22     | 5      |
| Totale Rodez       | Totale Rodez       | Totale Rodez       | 31         | 6          | -               | 4               | 0               | -                  | -                  | -                  | -                  | -                  | -                  | 35     | 6      |
| 2012-2013          | Olympique Lione    | D1                 | 11         | 0          | CF              | 2               | 1               | UWCL               | 2                  | 0                  | CM                 | 2                  | 0                  | 17     | 1      |
| 2014-2015          | Tolosa             | D2                 | 17         | 0          | CF              | 1               | 0               | -                  | -                  | -                  | -                  | -                  | -                  | 18     | 0      |
| Totale Tolosa      | Totale Tolosa      | Totale Tolosa      | 44         | 1          | -               | 1               | 0               | -                  | -                  | -                  | -                  | -                  | -                  | 45     | 1      |
| 2015-2016          | Montpellier        | D1                 | 20         | 1          | CF              | 6               | 1               | -                  | -                  | -                  | -                  | -                  | -                  | 26     | 2      |
| 2016-2017          | Montpellier        | D1                 | 21         | 2          | CF              | 3               | 0               | -                  | -                  | -                  | -                  | -                  | -                  | 24     | 2      |
| 2017-2018          | Montpellier        | D1                 | 12         | 1          | CF              | 3               | 0               | UWCL               | 4                  | 0                  | -                  | -                  | -                  | 19     | 1      |
| Totale Montpellier | Totale Montpellier | Totale Montpellier | 111        | 5          | -               | 19              | 1               | -                  | 4                  | 0                  | -                  | -                  | -                  | 134    | 6      |
| 2018-2019          | Fiorentina         | A                  | 19         | 0          | CI              | 6               | 0               | UWCL               | 4                  | 0                  | SI                 | 1                  | 0                  | 30     | 0      |
| 2019-2020          | Fiorentina         | A                  | 11         | 1          | CI              | 2               | 0               | UWCL               | 2                  | 0                  | SI                 | 1                  | 0                  | 16     | 1      |
| 2020-2021          | Milan              | A                  | 22         | 1          | CI              | 7               | 0               | -                  | -                  | -                  | SI                 | 1                  | 0                  | 30     | 1      |
| 2021-2022          | Milan              | A                  | 20         | 0          | CI              | 6               | 0               | UWCL               | 2                  | 0                  | SI                 | 2                  | 0                  | 30     | 0      |
| Totale Milan       | Totale Milan       | Totale Milan       | 42         | 1          | -               | 13              | 0               | -                  | 2                  | 0                  | -                  | 3                  | 0                  | 61     | 1      |
| 2022-2023          | Fiorentina         | A                  | 22         | 1          | CI              | 3               | 0               | -                  | -                  | -                  | -                  | -                  | -                  | 25     | 1      |
| 2023-2024          | Fiorentina         | A                  | 21         | 1          | CI              | 6               | 0               | -                  | -                  | -                  | -                  | -                  | -                  | 11     | 0      |
| 2024-2025          | Fiorentina         | A                  | -          | -          | CI              | -               | -               | UWCL               | -                  | -                  | -                  | -                  | -                  | -      | -      |
| Totale Fiorentina  | Totale Fiorentina  | Totale Fiorentina  | 73         | 3          | -               | 17              | 0               | -                  | 6                  | 0                  | -                  | 2                  | 0                  | 82     | 2      |
| Totale carriera    | Totale carriera    | Totale carriera    | 312        | 16         | -               | 56              | 2               | -                  | 14                 | 0                  | -                  | 7                  | 0                  | 373    | 17     |

## Palmarès

### Club

#### Competizioni nazionali
- Campionato francese: 1

Olympique Lione: 2012-2013
- Campionato francese di seconda divisione: 1

Rodez: 2009-2010
- Coppa di Francia: 3

Montpellier: 2006-2007, 2008-2009
Olympique Lione: 2012-2013
- Supercoppa italiana: 1

Fiorentina: 2018

#### Competizioni internazionali
- Coppa del mondo per club: 1

Olympique Lione: 2012